# Кастаньеда, Габриель де
Габриель де Кастанье́да (исп. Gabriel de Castañeda) — мексиканский писатель
 XVI века.

## Биография
Был одним из индейских вождей в регионе Чалька, секретарём правителя города Тлальманалько Франсиско де Сандоваля Акасицин. В 1541 году вместе с последним участвовал в подавлении мятежа в Новой Галисии. Описал на языке нагуа нравы, одежду и оружие ацтекских воинов, служивших у испанцев. Записки Кастаньеды были переведены на испанский язык в 1641 г. Педро Васкесом и изданы в составленном Хоакином Гарсиа Икасбальсетой «Собрании документов по истории Мексики» (исп. Colección de documentos para la historia de México; 1866, т. II).